# Râul Ariège
Ariège este un râu în partea sud a Franței. Este un afluent al râului Garonne. Izvorăște din Munții Pirinei la frontiera dintre departamentul Pyrénées-Orientales și Andorra. Are o lungime de 163 km, un debit mediu de 76,4 m³/s și un bazin de 4.120 km². Se varsă în Garonne la sud de Toulouse la Portet-sur-Garonne.